# Johan Lange (1818-1898)
 Der er flere personer med dette navn, se Johan Lange.
Johan Martin Christian Lange (født 20. marts 1818 på Østedgaard ved Fredericia, død 3. april 1898 på Frederiksberg) var en dansk botaniker, professor ved Den Kongelige Veterinær- og Landbohøjskole (ikke at forveksle med sønnesønnen af samme navn, som også var botaniker ved samme institution).

## Opvækst
Lange var søn af godsejer Jens Lange (1786-1848); hans mor, Mary (egentlig Margrethe Dorothea) født Bredsdorff (1792-1879), var datter af provst Th. M. Bredsdorff i Vester Skjerninge, hos hvem Lange blev optaget som plejesøn fra sit 10. år, og fra hvis hjem han blev dimitteret til Københavns Universitet 1836. Den kærlighed til planteverdenen, som var blevet vakt hos ham i den fynske præstegård, blev yderligere styrket ved, at han som ung student blev optaget i huset hos botanikeren Jens Wilken Hornemann, som var hans mors morbroder. Lange studerede nogle år teologi, men hans forkærlighed for botanikken vandt overhånd, og efter sin velynder gehejmeråd Jonas Collins tilskyndelse gjorde han snart botanikken til sit hovedstudium. I det han fulgte tidens retning, var det særlig systematikken og den dermed i forbindelse stående ydre formlære og plantebeskrivelse, som beskæftigede ham, og som han senere i så stort omfang har fortsat med.

## Undervisning
Lange begyndte sin lærervirksomhed med at give undervisning i forskellige københavnske skoler og i et par somre docere økonomisk plantelære ved landbrugsinstituttet Haraldslund. I 1846-48 var Lange konstitueret lektor ved Sorø Akademi, i 1851 blev han assistent og bibliotekar ved Universitetets botaniske have og var samtidig nogle år lærer i botanik ved Veterinærskolen, senere ved Polyteknisk Læreanstalt. Efter professor Frederik Liebmanns død blev han 1856 konstitueret som direktør for Universitetets botaniske have, hvilken plads han beklædte i 20 år, og var bl.a. virksom ved ordningen af den nuværende botaniske have og derværende byggeforetagender, indtil han i 1876 ret vilkårligt blev afskediget med 3 ugers varsel af daværende kultusminister Johan Christian Henrik Fischer. Fra 1858 virkede Lange i 35 år virket som docent i botanik ved Landbohøjskolen, hvor han tillige holdt særlige forelæsninger over skovplantelære, hvilket gav anledning til et mere indgående studium af forskellige plantefamilier, som indeholder træagtige planter, til hvilke han har ydet værdifulde systematiske bidrag. En med alderen tiltagende øjensvaghed foranledigede ham til at tage sin afsked fra denne stilling i 1893, ved hvilken lejlighed han blev udnævnt til Kommandør af 2. grad af Dannebrog (han var blevet Ridder af Dannebrog 1874. Dannebrogsmand 1883).

## Spanien og Frankrig
Den af hans rejser, som gav størst udbytte både for ham selv og videnskaben, er sikkert den, han foretog gennem store dele af Spanien og det sydlige Frankrig 1851-53, som afsluttedes med et halvt års ophold i Paris, og som gav anledning til, at han stiftede bekendtskab med mange fremragende botanikere, med hvem han senere stod i jævnlig og frugtbringende forbindelse. Men desuden foretog han mange andre botaniske rejser både i nord og syd og opnåede derved et omfattende kendskab til Europas plantegeografiske forhold.

## Flora Danica
Hans botaniske publikationer er meget betydelige. Han var selvskreven til at blive udgiver af det berømte værk Flora Danica, da dets tidligere udgiver døde 1856, og han har den fortjeneste på en værdig måde at have afsluttet dette nationale værk, som der er arbejdet på i 6 kongers tid; i 1887 udgav han en samlet oversigt over hele det store værks indhold. Hans Haandbog i den danske Flora, som første gang udkom 1851, er af største betydning for den danske floristik og en hovedkilde for vort kendskab til landets fanerogame planters udbredelse. Som resultat af hans spanske rejse foreligger flere større arbejder vedkommende Spaniens flora, til dels bearbejdede i forening med den afdøde prager-professor Willkomm. En meget lang række af større og mindre, især floristiske og systematiske, bidrag af Lange findes i forskellige naturhistoriske tidsskrifter, alle vidnende både om stor kærlighed til sagen og om et usædvanlig skarpt blik for små formforskelligheder. Det er overhovedet ikke for meget sagt, at han er en af nutidens mest ansete og almindelig anerkendte floristiske botanikere; få have et så omfattende kendskab til plantearter som han.

## Den botaniske forening
Allerede i 1840 stiftede Lange, i forbindelse med flere jævnaldrende naturhistorikere, en forening, hvis hovedformål bestod i undersøgelsen af fædrelandets natur, og som blev udgangspunktet for den endnu blomstrende botaniske forening, i hvilken Lange fra første færd har været sjælen, ligesom han den største del af dens tilværelse har været dens formand. Lange har så vel ved sin ovennævnte håndbog som ved sine talrige foredrag i den botaniske forening og ved sin utrættelige deltagelse, lige til den nyeste tid, i dennes ekskursioner i høj grad bidraget til at vække Interesse for den danske planteverden hos de mange, hvis hengivenhed for ham har givet sig til kende ved adskillige festlige lejligheder.

## Titulær professor og æresdoktor
Af ydre æresbevisninger, som er blevet Lange til del, skal kun nævnes, at han fik tildelt titel af professor i 1860, blev optaget som medlem af Videnskabernes Selskab 1865 og blev udnævnt til æresdoktor i anledning af Uppsala Universitets jubelfest 1877. I 1892 blev han regulær professor, men tog afsked året efter.

## Korsangeren
Lange har alle sine dage ved siden af botanikken dyrket en anden passion, nemlig musikken. Allerede i 1841 oprettede han en sangforening på Regensen, som omtales i Hostrups Erindringer, hvor det beklages, at de 4 stemmige sange i gården straks forstummede, da Lange flyttede der fra, i det han 1842 fik den for en botaniker bestemte Alumnusplads på Borchs Kollegium. Han deltog med megen iver i Studentersangforeningens virksomhed lige fra dens Stiftelse i 1839, og han er endnu i Besiddelse af den samme varme Interesse for god musik og sang.
I 1856 ægtede han Eline Cathrine Bredsdorff (12. juli 1835 i Sorø – 18. marts 1912 på Frederiksberg), datter af hans morbroder, lektor J.H. Bredsdorff. Blandt børnene mærkes Axel Lange. Johan Lange døde i 1898 og er begravet på Frederiksberg Ældre Kirkegård. Lange er portrætteret på P.S. Krøyers maleri fra Videnskabernes Selskab 1897 (Videnskabernes Selskab). Litografi af Peter Gemzøe 1868 efter fotografi. Træsnit 1883.